# 單純皰疹病毒屬
單純皰疹病毒屬（學名：Simplexvirus）是皰疹病毒科甲型疱疹病毒亞科的一個屬，包含感染人類與其他哺乳動物的病毒。此類病毒感染常會造成皮膚或粘膜的潰瘍，少數可造成腦膜炎或腦炎。本屬病毒與其他皰疹病毒一樣為具有包膜的雙股DNA病毒，包膜上有許多醣蛋白可與宿主細胞表面的受體結合造成感染；病毒顆粒為正二十面體，直徑約150至200奈米，基因組為不分段的線性DNA，長約15萬bp。

## 病毒
單純皰疹病毒屬包含以下病毒：
- 蛛猴皰疹病毒一型（英语：Ateline alphaherpesvirus 1） Ateline alphaherpesvirus 1
- 牛皰疹病毒二型（英语：Bovine alphaherpesvirus 2） Bovine alphaherpesvirus 2
- 猴皰疹病毒二型（英语：Cercopithecine alphaherpesvirus 2） Cercopithecine alphaherpesvirus 2（SA8）
- 人類單純皰疹病毒一型（英语：Human alphaherpesvirus 1） Human alphaherpesvirus 1
- 人類單純皰疹病毒二型（英语：Human alphaherpesvirus 1） Human alphaherpesvirus 2
- 兔皰疹病毒四型（英语：Leporid alphaherpesvirus 4） Leporid alphaherpesvirus 4
- 皰疹B病毒（獼猴皰疹病毒一型） Cercopithecine herpesvirus 1
- 獼猴皰疹病毒二型 Macacine alphaherpesvirus 2
- 獼猴皰疹病毒三型 Macacine alphaherpesvirus 3
- 袋鼠皰疹病毒一型（英语：Macropodid alphaherpesvirus 1） Macropodid alphaherpesvirus 1
- 袋鼠皰疹病毒二型（英语：Macropodid alphaherpesvirus 2） Macropodid alphaherpesvirus 2
- 黑猩猩皰疹病毒三型（英语：Panine alphaherpesvirus 3） Panine alphaherpesvirus 3
- 狒狒皰疹病毒二型（英语：Papiine alphaherpesvirus 2） Papiine alphaherpesvirus 2
- 狐蝠皰疹病毒一型（英语：Pteropodid alphaherpesvirus 1） Pteropodid alphaherpesvirus 1
- 松鼠猴皰疹病毒一型（英语：Saimiriine alphaherpesvirus 1） Saimiriine alphaherpesvirus 1